# NGC 7759
NGC 7759 је спирална галаксија у сазвежђу Водолија која се налази на NGC листи објеката дубоког неба.
Деклинација објекта је - 16° 32' 27" а ректасцензија 23h 48m 54,6s. Привидна величина (магнитуда) објекта NGC 7759 износи 13,5 а фотографска магнитуда 14,5. NGC 7759 је још познат и под ознакама MCG -3-60-18, PGC 72496.